# Or Dasa
Or Dasa (in ebraico אור דסה‎?; Ness Ziona, 20 settembre 1998) è un calciatore israeliano, attaccante dell'Hapoel Umm al-Fahm.

## Biografia
Dasa è nato a Ness Ziona, in Israele, da una famiglia etiope ebrea. Anche suo fratello maggiore Eli Dasa è un calciatore.

## Carriera

### Club

#### Maccabi Tel Aviv
Cresciuto nelle giovanili del Maccabi Tel Aviv, Dasa ha fatto il suo esordio in prima squadra all'età di 16 anni, quando è entrato come sostituto nella sconfitta per 3-1 contro il Bnei Yehuda. Più tardi Dasa ha preso parte alla UEFA Youth League con il suo club, prima di fare il suo esordio in campionato il 29 ottobre 2017 nella vittoria per 5-2 contro l'Hapoel Akko. Sette giorni dopo, il 12 novembre 2017, ha segnato la sua prima rete, realizzando il gol della vittoria per 1-0 contro l'Hapoel Ra'anana.

##### In prestito all'Hapoel Ra'anana
Nel gennaio dell'anno successivo, viene girato in prestito all'Hapoel Ra'anana per il resto della stagione. Il 10 febbraio riceve il suo primo cartellino rosso che vale l'espulsione nell'1-1 con l'Hapoel Haifa.

## Statistiche

### Presenze e reti nei club
Statistiche aggiornate al 17 agosto 2021.
| Stagione                | Squadra                 | Campionato              | Campionato | Campionato | Coppe nazionali | Coppe nazionali | Coppe nazionali | Coppe continentali | Coppe continentali | Coppe continentali | Altre coppe | Altre coppe | Altre coppe | Totale | Totale |
| Stagione                | Squadra                 | Comp                    | Pres       | Reti       | Comp            | Pres            | Reti            | Comp               | Pres               | Reti               | Comp        | Pres        | Reti        | Pres   | Reti   |
| ----------------------- | ----------------------- | ----------------------- | ---------- | ---------- | --------------- | --------------- | --------------- | ------------------ | ------------------ | ------------------ | ----------- | ----------- | ----------- | ------ | ------ |
| 2015-2016               | Maccabi Tel Aviv        | LhA                     | 0          | 0          | CI+TC           | 0+1             | 0               | UCL                | 0                  | 0                  | SI          | 1           | 0           | 2      | 0      |
| 2016-2017               | Maccabi Tel Aviv        | LhA                     | 0          | 0          | CI+TC           | 0+0             | 0               | UEL                | 0                  | 0                  |             | -           | -           | 0      | 0      |
| 2017-gen. 2018          | Maccabi Tel Aviv        | LhA                     | 3          | 1          | CI+TC           | 2+1             | 0               | UEL                | 1                  | 0                  |             | -           | -           | 7      | 1      |
| Totale Maccabi Tel Aviv | Totale Maccabi Tel Aviv | Totale Maccabi Tel Aviv | 3          | 1          |                 | 4               | 0               |                    | 1                  | 0                  |             | 1           | 0           | 9      | 1      |
| gen.-mag. 2018          | Hapoel Ra'anana         | LhA                     | 10         | 1          | CI+TC           | 3+0             | 1+0             |                    | -                  | -                  |             | -           | -           | 13     | 2      |
| 2018-2019               | Hapoel Ra'anana         | LhA                     | 24         | 3          | CI+TC           | 1+5             | 0               |                    | -                  | -                  |             | -           | -           | 29     | 3      |
| 2019-2020               | Hapoel Ra'anana         | LhA                     | 27         | 4          | CI+TC           | 3+5             | 1+0             |                    | -                  | -                  |             | -           | -           | 35     | 5      |
| Totale Hapoel Ra'anana  | Totale Hapoel Ra'anana  | Totale Hapoel Ra'anana  | 61         | 8          |                 | 17              | 2               |                    | -                  | -                  |             | -           | -           | 78     | 10     |
| 2020-2021               | Hapoel Kfar Saba        | LhA                     | 28         | 2          | CI+TC           | 2+1             | 0               |                    | -                  | -                  |             | -           | -           | 31     | 2      |
| 2021-2022               | Arouca                  | PL                      | 2          | 0          | CP+CdL          | 0+1             | 0               |                    | -                  | -                  |             | -           | -           | 3      | 0      |
| Totale carriera         | Totale carriera         | Totale carriera         | 94         | 11         |                 | 25              | 2               |                    | 1                  | 0                  |             | 1           | 0           | 121    | 13     |